# Gunther Schepens
Gunther Schepens (Gent, 4 mei 1973) is een Belgisch voormalig voetballer die als middenvelder uitkwam voor met name KAA Gent en Standard Luik, bij voorkeur als linkshalf en vaak als aanvallende middenvelder. Schepens is technisch coördinator bij de jeugd van voetbalclub KAA Gent. Hij is er ook medeverantwoordelijk voor de scouting van nieuwe spelers.

## Carrière
Gunther Schepens begon zijn voetbalcarrière in 1981. In Wetteren, bij de jeugd van de plaatselijke voetbalclub Eendracht Massemen. In 1985 stapte de jonge middenvelder over naar KAA Gent, waar hij tot 1991 moest wachten om zijn debuut te maken in het A-elftal. In zijn tweede seizoen voor de "Buffalo's" kwam hij regelmatig aan spelen toe. Een jaar later maakte hij tijdens de winterstop de overstap naar Standard Luik.
In 1994/95 werd hij met Standard net geen kampioen. De club eindigde tweede achter landskampioen RSC Anderlecht. Schepens was in die periode samen met spelers als Marc Wilmots, Gilbert Bodart, Régis Genaux, Philippe Léonard en Michaël Goossens een van de sterkhouders van Standard. In 1997 verliet hij de club en trok hij tijdens de zomermaanden naar het Duitse Karlsruher SC. In zijn eerste seizoen werd hij meteen een vaste waarde in het team, maar een jaar later kwam hij niet aan spelen toe. In 1999 besloot hij terug naar België te keren.
Daar ging hij opnieuw aan de slag bij de club waar voor hem alles begon: KAA Gent. In zijn tweede periode bij Gent groeide de club uit tot een echte subtopper. Het team kon rekenen op enkele sterke figuren zoals doelman en clubicoon Frédéric Herpoel en spits Alexandros Kaklamanos. In 2003 ruilde Schepens Gent in voor het Oostenrijkse SW Bregenz. Bij Bregenz voetbalde hij nog twee seizoenen en stopte dan omwille van een knieblessure definitief met voetbal op het hoogste niveau.
Drie jaar na zijn laatste wedstrijd als profvoetballer ging hij terug aan de slag bij Eendracht Massemen. Hij maakte ook deel uit van zaalvoetbalploeg De Woody's, waarvan schrijver Herman Brusselmans de trainer was. Schepens was net als Brusselmans soms analist in het voetbalprogramma Studio 1 op zondag op de openbare omroep, dat liep van 2005 tot 2009. In de zomer van 2010 analyseerde hij bovendien een groot aantal wedstrijden van het WK Voetbal in Zuid-Afrika op Canvas.
Schepens speelde dertien keer voor de Rode Duivels.

## Palmares
| Seizoen | Ploeg          | Land | Competitie    | Wedstrijden | Doelpunten |
| ------- | -------------- | ---- | ------------- | ----------- | ---------- |
| 1991/92 | KAA Gent       | BEL  | Eerste Klasse | 6           | 0          |
| 1992/93 | KAA Gent       | BEL  | Eerste Klasse | 24          | 3          |
| 1993/94 | KAA Gent       | BEL  | Eerste Klasse | 13          | 2          |
| 1993/94 | Standard Liège | BEL  | Eerste Klasse | 16          | 2          |
| 1994/95 | Standard Liège | BEL  | Eerste Klasse | 34          | 2          |
| 1995/96 | Standard Liège | BEL  | Eerste Klasse | 32          | 5          |
| 1996/97 | Standard Liège | BEL  | Eerste Klasse | 32          | 4          |
| 1997/98 | Karlsruher SC  | DUI  | Bundesliga    | 26          | 4          |
| 1998/99 | Karlsruher SC  | DUI  | 2. Bundesliga | 11          | 0          |
| 1999/00 | KAA Gent       | BEL  | Eerste Klasse | 18          | 7          |
| 2000/01 | KAA Gent       | BEL  | Eerste Klasse | 25          | 10         |
| 2001/02 | KAA Gent       | BEL  | Eerste Klasse | 32          | 5          |
| 2002/03 | KAA Gent       | BEL  | Eerste Klasse | 15          | 5          |
| 2003/04 | SW Bregenz     | OOS  | Bundesliga    | 34          | 8          |
| 2004/05 | SW Bregenz     | OOS  | Bundesliga    | 33          | 9          |

- 13 selecties en 3 doelpunten voor het Belgisch nationaal elftal van 1995 tot 1997
- vice-kampioen van België in 1995 met Standard Luik

Schepens speelde 13 maal voor de nationale ploeg.
| Wedstrijden en doelpunten | Wedstrijden en doelpunten | Wedstrijden en doelpunten | Wedstrijden en doelpunten | Wedstrijden en doelpunten | Wedstrijden en doelpunten | Wedstrijden en doelpunten |
| #                         | Datum                     | Stad                      | Land                      | Goal                      | Toernooi                  |                           |
| 1995                      | 1995                      | 1995                      | 1995                      | 1995                      | 1995                      | 1995                      |
| ------------------------- | ------------------------- | ------------------------- | ------------------------- | ------------------------- | ------------------------- | ------------------------- |
| 1.                        | 29.03.1995                | Sevilla, Spanje           | 1:1                       | 0                         | kwalificatie EK 1996      |                           |
| 2.                        | 22.04.1995                | Brussel, België           | 1:0                       | 1                         | vriendschappelijk         |                           |
| 3.                        | 26.04.1995                | Brussel, België           | 2:0                       | 1                         | kwalificatie EK 1996      |                           |
| 4.                        | 07.06.1995                | Skopje, Macedonië         | 5:0                       | 1                         | kwalificatie EK 1996      |                           |
| 5.                        | 23.08.1995                | Brussel, België           | 1:2                       | 0                         | vriendschappelijk         |                           |
| 6.                        | 06.09.1995                | Brussel, België           | 1:3                       | 0                         | kwalificatie EK 1996      |                           |
| 7.                        | 07.10.1995                | Erywań, Armenië           | 2:0                       | 0                         | kwalificatie EK 1996      |                           |
| 8.                        | 15.11.1995                | Limassol, Cyprus          | 1:1                       | 0                         | kwalificatie EK 1996      |                           |
| 1996                      |                           |                           |                           |                           |                           |                           |
| 9.                        | 24.04.1996                | Brussel, België           | 0:0                       | 0                         | vriendschappelijk         |                           |
| 10.                       | 31.08.1996                | Brussel, België           | 2:1                       | 0                         | kwalificatie WK 1998      |                           |
| 11.                       | 09.10.1996                | Serravalle, San Marino    | 3:0                       | 0                         | kwalificatie WK 1998      |                           |
| 1997                      |                           |                           |                           |                           |                           |                           |
| 12.                       | 11.02.1997                | Belfast, Ierland          | 0:3                       | 0                         | vriendschappelijk         |                           |
| 13.                       | 06.09.1997                | Rotterdam, Nederland      | 1:3                       | 0                         | kwalificatie WK 1998      |                           |